# Gelis fortunatus
Gelis fortunatus är en stekelart som beskrevs av Schwarz 1993. Gelis fortunatus ingår i släktet Gelis och familjen brokparasitsteklar. Inga underarter finns listade i Catalogue of Life.